# 十八里汰戏楼
十八里汰戏楼，位于中国河北省承德市韩麻营十八里汰村，为承德市隆化县的一个省级文物保护单位，类型为古建筑，公布时间为2001年2月7日。
十八里汰戏楼的历史年代为清代。